# 구리하라 유조
구리하라 유조(일본어: 栗原 勇蔵, 1983년 9월 18일 ~ )는 일본의 전직 축구 선수로 현역 시절 요코하마 F. 마리노스의 센터백이자 원클럽맨으로 활약했다.

## 클럽 경력

### 요코하마 F. 마리노스
1983년 9월 18일 일본 가나가와현 요코하마시에서 태어나 1996년부터 2001년까지 고향팀인 요코하마 F. 마리노스 유스팀에서 활동하다가 2002년 요코하마 F. 마리노스 성인팀 입단을 통해 프로에 정식 입문했다.
그 이후 2019년 은퇴할 때까지 17년동안 단 한번의 이적 없이 한팀에서만 활약하는 동안 공식전 449경기 24골을 기록하며 리그 2회 연속 우승(2003, 2004) 및 2회 준우승(2002, 2013), 2018년 J리그컵 준우승, 2013년 천황배 우승, 2017년 천황배 준우승, 6번의 J리그컵 4강 진출(2005, 2006, 2007, 2009, 2013, 2016), 4번의 천황배 4강 진출(2008, 2011, 2012, 2016) 등에 이바지했다.

## 국가대표팀 경력

### 일본 U-20
일본 U-20 대표팀 소속으로 2003년 FIFA U-20 월드컵 본선 엔트리에 합류한 뒤 이 대회 2경기에 출전하여 팀의 8강 진출에 일조했다.

### 일본 A대표팀
2006년 8월 9일 홈에서 열린 트리니다드 토바고와의 친선 경기에서 국제 A매치 데뷔전을 치른 후 2012년 6월 8일 요르단과의 2014년 FIFA 월드컵 아시아 지역 최종 예선 B조 2차전에서 A매치 데뷔골을 신고하며 팀의 6-0 대승에 일조했다.
그 후 2013년 FIFA 컨페더레이션스컵에 출전했음에도 불구하고 팀의 3전 전패·A조 최하위라는 쓰라린 결과를 막지 못했고 2013년 EAFF 동아시안컵에서는 팀의 EAFF E-1 풋볼 챔피언십 우승을 맛보았으며 2013년까지 A매치 통산 20경기 3골을 기록했다.

## 통계
| 일본 | 일본 | 일본 |
| 연도 | 출전 | 득점 |
| ---- | ---- | ---- |
| 2006 | 1    | 0    |
| 2007 | 0    | 0    |
| 2008 | 0    | 0    |
| 2009 | 0    | 0    |
| 2010 | 4    | 0    |
| 2011 | 3    | 0    |
| 2012 | 5    | 2    |
| 2013 | 7    | 1    |
| 통산 | 20   | 3    |